# Polidoro da Caravaggio
Ej att förväxla med sin släkting, den mer sentida konstnären Michelangelo Merisi, även kallad Caravaggio
Polidoro Caldara da Caravaggio, född cirka 1499 i Caravaggio i Lombardiet, mördad 1543 i Messina på Sicilien, var en italiensk konstnär.
Caravaggio kom tidigt till Rom, där han skall ha arbetat på utförandet av Rafaels loggior. Tillsammans med den florentinske konstnären Maturino smyckade han sedermera palatsfader med grisaillekompositioner i antik reliefstil, dessa är dock till största delen idag försvunna. År 1528 begav han sig till Neapel och därefter till Messina. I dessa städer målade han altarbilder, som fortfarande finns kvar på sina platser. Sin berömmelse vann han i första hand som sgraffitomålningens mästare.